# Henri II de Zutphen
Henri II de Zutphen, dit l'aîné, mort en 1122, fut comte de Zutphen de 1113 à 1122. Il était fils d'Otton II le Riche, comte de Zutphen, et de Judith d'Arnstein.
Il est qualifié d'Aîné pour être distingué de son neveu et second successeur, Henri de Gueldre. Il est régulièrement cité dans les documents de la cour impériale. En 1114, l'archevêque Frédéric de Cologne se révolte contre l'empereur, soutenu par quelques seigneurs, dont Henri. Les troupes ravagent entre autres le Gueldre, mais la paix est rapidement signée, et la sœur d'Henri épouse en 1116 le comte de Gueldre. Henri meurt deux ans plus tard.
Il avait épousé Mathilde († av.1117), fille de Cuno de Beichlingen, comte de Northeim, mais est mort sans descendance.

## Source
- Hendrik (II) 'de Oude', 1113-1118, Graaf van Zutphen.